# Monte Cristi (provins)
Monte Cristi är en provins i den nordvästra delen av Dominikanska republiken, med kust mot Atlanten i norr och gräns mot Haiti i väster. Provinsen har cirka 124 000 invånare Den administrativa huvudorten är San Fernando de Monte Cristi.

## Administrativ indelning
Provinsen är indelad i sex kommuner:
- Castañuela, Guayubín, Las Matas de Santa Cruz, Monte Cristi, Pepillo Salcedo, Villa Vásquez